# Mario Kart Live: Home Circuit
Mario Kart Live: Home Circuit (マリオカート ライブ ホームサーキット, Mario Kāto Raibu Hōmu Sākitto) és un videojoc de carreres de realitat mixta que va sortir l'octubre de 2020 per a la Nintendo Switch. Desenvolupat per Velan Studios, es tracta de la quinzena entrega de la sèrie Mario Kart, anunciada en el marc de la celebració dels 35 anys de Super Mario Bros. durant una presentació Nintendo Direct un mes abans.

## Jugabilitat
El joc fa ús d'uns karts físics d'en Mario i d'en Luigi amb unes càmeres incorporades que envien la imatge a la consola, i es controlen de manera teledirigida. Els jugadors han de col·locar certs senyals per casa (quatre arcs, dos senyals de corba) per tal que el joc interpreti la forma del circuit, que dins el joc s'omplirà d'ítems típics de la franquícia com els blocs amb ítems. Cada cursa té cinc voltes. El joc admet fins a quatre jugadors, a més de curses contra la intel·ligència artificial d'un joc, i de contrarellotge. També inclou un mode Grand Prix on es competeix contra en Bowser Jr. i els Koopalings i permet desbloquejar opcions de personalització i disfresses per als personatges jugables.
El paquet del joc només inclou els ítems físics: un kart (Mario o Luigi, segons el set), quatre arcs, dos senyals de corba i un cable de càrrega per al kart. El joc en si està disponible de manera gratuïta des de la Nintendo eShop, però no es pot jugar sense els ítems físics.

## Actualitzacions
Versió 1.0.1 (disponibilitzada el 27 d'octubre de 2020)
Arregla aspectes de configuració de la càmera del kart físic per millorar el seu funcionament en llocs amb llum directa.
Versió 1.1.0 (disponibilitzada l'1 de juliol de 2021)
S'afegeix una nova copa, la copa Mario, al mode Grand Prix. S'afegeixen també alguns nous elements desbloquejables de personalització de kart, i es fan canvis menors per millorar l'experiència del jugador.
Versió 2.0.0 (disponibilitzada el 17 de novembre de 2021)
S'afegeix una nova copa, la copa Luigi, al mode Grand Prix, així com alguns nous elements desbloquejables de personalització del kart. S'afegeix un mode multijugador cooperatiu, "Relay Race", on fins a quatre jugadors fan torns per controlar un kart, jugant com a Princesa Peach, Toad, Yoshi i Mario/Luigi (segons el set inicial que es tingui) contra en Bowser Jr. i els Koopalings. També s'afegeix l'opció de veure la perspectiva de dos karts competint alhora en el mode multijugador. També es fan més canvis menors per millorar l'experiència del jugador.

## Recepció
El joc va rebre crítiques generalment favorables, a jutjar per la mitjana de 75 sobre cent a l'agregador Metacritic. La revista Hobby Consolas el va qualificar "un híbrid perfecte entre joguina i videojoc", i Nintendo Life, amb un 8 sobre 10, va elogiar la seva originalitat i que permetés al jugador fer els seus propis circuits. No obstant això, va rebre algunes crítiques negatives per les seves limitacions o perquè detectava incorrectament els circuits o les ordres de conducció des de la consola, com van assenyalar Vandal o MeriStation. Screen Rant, amb tres estrelles sobre cinc, va qualificar la sensació de joc de "repetitiva per la seva dependència de la configuració domèstica".
Les reserves a llocs com Wal-Mart o Amazon es van esgotar el mateix dia que es van obrir, pocs dies abans del seu llançament. Durant la seva primera setmana al Japó, va vendre 73.918 còpies, esdevenint el joc més ben venut de la setmana al país. A data de desembre de 2022, s'havien venut 1,73 milions d'unitats arreu del món.
Va estar nominat a la categoria de millor joc familiar als The Game Awards de 2020. Va guanyar en la categoria de "Joc de curses de l'any" i va estar nominat a les d'"assoliment tècnic de realitat immersiva" i "assoliment tècnic excel·lent" en els 24ens premis D.I.C.E. anuals organitzats per l'Academy of Interactive Arts & Sciences.